# Михайловка (Криничанский район)
Михайловка (укр. Михайлівка) — село,
Преображенский сельский совет,
Криничанский район,
Днепропетровская область,
Украина.
Код КОАТУУ — 1222085505. Население по переписи 2001 года составляло 53 человека.

## Географическое положение
Село Михайловка находится на расстоянии в 1 км от села Червоное и в 1,5 км от села Ветровка и посёлка Гранитное.
По селу протекает пересыхающий ручей с запрудой.

## Известные люди
В селе в 1960 годы жил и служил в должности настоятеля храма иерей Димитрий, церковный деятель, известный как схиархимандрит Серафим (Тяпочкин).